# آسیه امینی
آسیه امینی (۱۳۵۲) شاعر، روزنامه‌نگار و از فعالان جنبش زنان در ایران است. او یکی از بنیان‌گذاران کمپین قانون بی‌سنگسار است و جایزه‌های بین‌المللی مانند جایزه قلم بنیاد آکسفام نویب و انجمن جهانی قلم را دریافت کرده‌است.

## تحصیلات
آسیه امینی سال ۱۳۷۶ مدرک کارشناسی خود را از دانشگاه علامه طباطبایی تهران در رشتهٔ ارتباطات اجتماعی، گرایش روزنامه‌نگاری دریافت کرد.

## زندگی حرفه‌ای
امینی از سال ۱۳۷۲ همکاری آزاد با برخی از نشریات را آغاز کرد و از سال ۷۳ در گروه گزارش روزنامه ایران به عنوان گزارشگر غیر استخدامی مشغول به کار شد. سال ۷۵ به استخدام این روزنامه درآمد و به عنوان دبیر بخش فرهنگ و هنر هفته‌نامه ایران جوان به کار خود ادامه داد. او در سال ۱۳۷۶ از این روزنامه استعفا کرد.
او به همراه گروهی از روزنامه‌نگاران مستقل تلاش کردند یک آژانس خبری - گزارشی تأسیس کنند که به موسسه‌های غیر مطبوعاتی، خدمات حرفه‌ای مطبوعاتی ارائه کند. نام این مؤسسه «رویداد رسانه» بود که با اقبال مالی روبه‌رو نشد.
امینی سال ۱۳۷۷ همکاری‌اش را با روزنامه زن آغاز کرد و تا آخرین روز انتشار این روزنامه، که در سال ۷۸ تعطیل شد، به همکاری با آن ادامه داد.
او پس از روزنامهٔ زن، همکاری با روزنامه‌های مناطق آزاد، صبح امروز، اعتماد و ماهنامه زنان را در کارنامهٔ خود دارد.
آسیه امینی همچنین همکاری‌اش با مؤسسهٔ کنشگران داوطلب، مرکز مطالعات و آموزش سازمان‌های جامعهٔ مدنی ایران را به عنوان سردبیر وبسایت خبری این سازمان، تا زمان فعالیتش ادامه داد. کنشگران در اسفند سال ۸۴ توقیف و دفتر آن پلمپ شد.
او همچنین با سایت روزآنلاین نزدیک به سه سال همکاری مستمر داشت.
امینی همچنین مدتی سردبیر وبگاه زنان ایران، اولین روزنامهٔ آنلاین زنان در ایران، بود.
او از سال ۱۳۸۳ برای جستجو دربارهٔ خبر اعدام عاطفه رجبی سهاله به شهر نکا رفت و پس از جمع‌آوری اطلاعاتی دربارهٔ اعدام این دختر نوجوان، گزارشی از زندگی او نوشت. این گزارش دستمایهٔ تولید یک فیلم مستند از زندگی عاطفه شد که مستندساز استرالیایی مقیم انگلیس، Monica Garnsey آن را ساخت.
او همچنین تلاش کرد تا با کمک به خانوادهٔ عاطفه در اعتراض به اعدام غیرقانونی او، مسیر شکایت قانونی را طی کنند. مسیری که به سرانجامی نرسید، اما باعث بازشدن پنجرهٔ جدیدی در زندگی آسیه شد و او تلاش کرد تا دربارهٔ زنان و نوجوانان محکوم به اعدام در ایران اطلاعات بیشتری کسب کند و دربارهٔ آن‌ها بنویسد. این راه او را وارد دنیای فعالیت‌های اجتماعی و تلاش برای شکستن حکم‌های اعدام این زندانیان کرد.
از همین مسیر او در سال ۱۳۸۵ از وقوع سنگسارهایی در ایران مطلع شد و نتیجه تحقیقاتش در این زمینه را مکتوب کرد.
امینی پس از چندی با همکاری شادی صدر، محبوبه عباسقلی‌زاده، سهیلا وحدتی و صنم دولتشاهی کمپین قانون بی‌سنگسار را بنا نهادند.
آسیه روز ۱۳ اسفند ۱۳۸۵ به همراه ۳۲ تن دیگر از فعالان حقوق زنان در ایران، درحالی که مقابل دادگاه انقلاب ایستاده بودند، بازداشت و پس از پنج روز آزاد شد.
آسیه امینی از سال ۲۰۰۹ تا کنون، به عنوان نویسندهٔ مهمان در شهر تروندهایم کشور نروژ زندگی می‌کند.

## جوایز
- جایزهٔ هلمن هامت، سال ۲۰۰۹[۱۷]

این جایزه از سوی سازمان دیده‌بان حقوق بشر به امینی اهدا شد.
- جایزهٔ قلم سال ۲۰۱۱

این جایزه از سوی بنیاد اوکسفام نوویب و انجمن جهانی قلم در شهر لاهه هلند به امینی تعلق گرفت.
- جایزهٔ «آزادی» واژه‌ها در مرز، سال ۲۰۱۴[۱۸][۱۹]

این جایزه از سوی جشنوارهٔ ادبی واژه‌ها در مرز در کشور نروژ به امینی اهدا شد.